# 可定义数
可定义数（英語：definable number）是指能够以有限的文字描述出来的数。自然数、有理数、代数数、圆周率等都有明确的定义，都属于可定义数的范畴。事实上，整个人类历史上所有文献提到过的所有的数都是可定义的，因为它们都已经被人們描述出来了。